# Horní Dvory
Horní Dvory (německy Oberschön) jsou část města Cheb ve stejnojmenném okrese v Karlovarském kraji. Nachází se na východě Chebu. Horní Dvory jsou také název katastrálního území o rozloze 2,29 km².

## Historie
První písemná zmínka o vesnici pochází z roku 1269.

## Obyvatelstvo
Při sčítání lidu v roce 1921 zde žilo 98 obyvatel, z nichž byli dva Čechoslováci a 96 Němců. K římskokatolické církvi se hlásilo 96 obyvatel, k evangelické 2 obyvatelé.
| Rok            | 1869 | 1880 | 1890 | 1900 | 1910 | 1921 | 1930 | 1950 | 1961 | 1970 | 1980 | 1991 | 2001 | 2011 | 2021 |
| -------------- | ---- | ---- | ---- | ---- | ---- | ---- | ---- | ---- | ---- | ---- | ---- | ---- | ---- | ---- | ---- |
| Počet obyvatel | 107  | 95   | 88   | 90   | 91   | 98   | 102  | 29   | 36   | 30   | 65   | 61   | 54   | 45   | 57   |
| Počet domů     | 16   | 17   | 18   | 14   | 14   | 13   | 13   | 12   | -    | 5    | 15   | 15   | 14   | 16   | 15   |

## Obecní správa
Při sčítání lidu v letech 1850–1950 Horní Dvory byly osadou obce Maškov v okrese Cheb. Od roku 1951 jsou částí města Cheb ve stejnojmenném okrese.

## Galerie

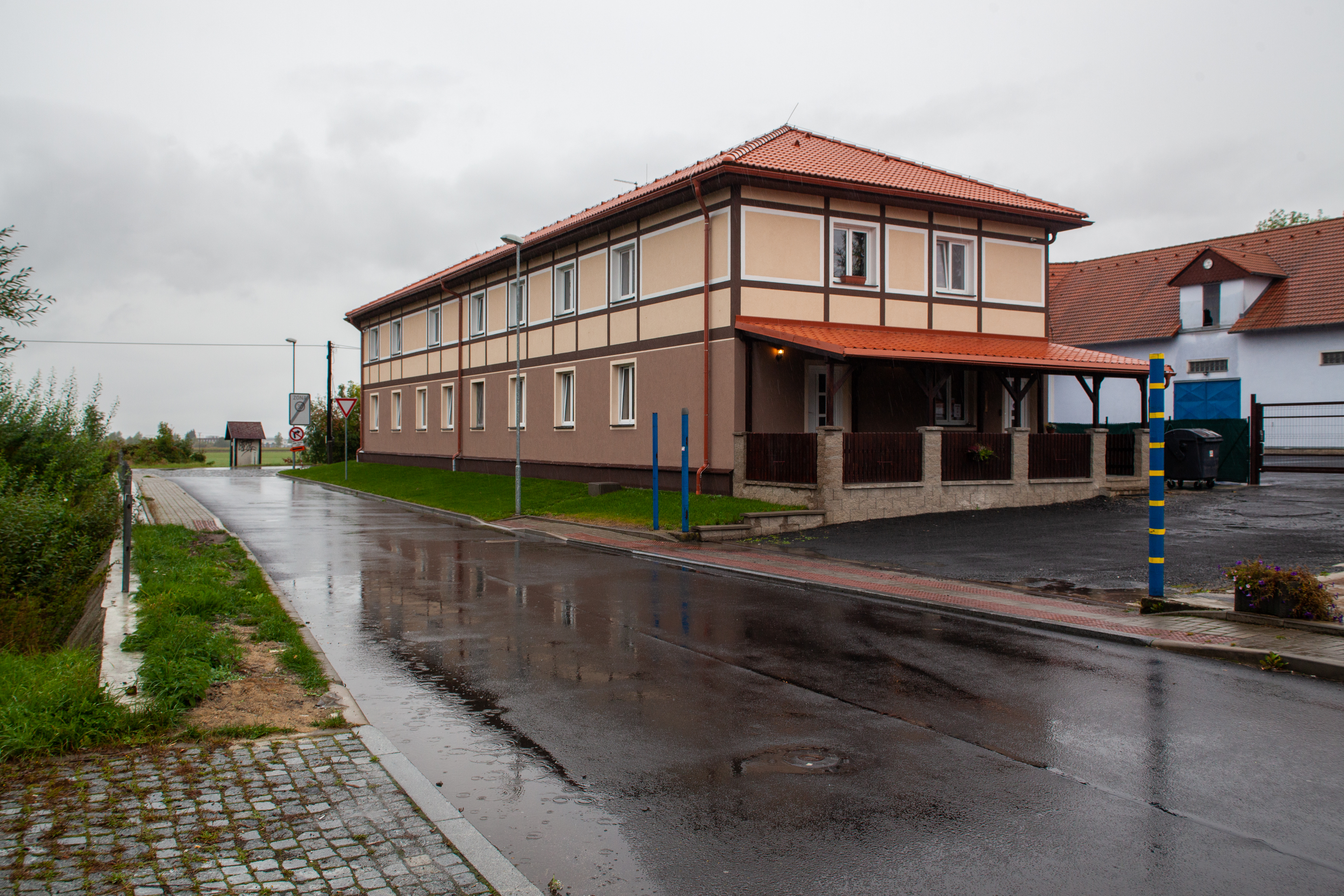
Pension Krásno (2020)